# 拉姆西市
拉姆西（Ramsey）為美国明尼苏达州阿诺卡县的城市，位于该县西部，是双城的北部郊区。总人口23,668（2010年美国人口普查）。10号/169号美国国道（共線）和明尼苏达州47号公路是两条主要道路，到明尼阿波利斯市中心的北星通勤铁路线在拉姆西设有站点。

## 历史
拉姆西是以明尼苏达地区的第一个总督亚历山大·拉姆西的名字命名的。